# 罗迪·麦克道尔

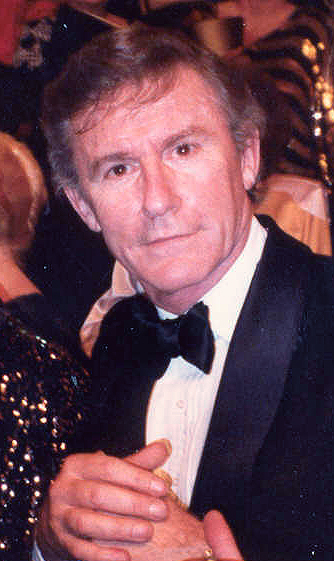
罗迪·麦克道尔

罗迪·麦克道尔（1928年9月17日—1998年10月3日）是一位英裔美国演员。 他出生于伦敦，第二次世界大战爆发后移居美国。他原本就是童星，長大後依然是一位影星。他是翡翠谷的主演，並在埃及艳后中饰演奥古斯都。人猿星球、碧血長天、海神號遇險記、虫虫危机中都有他扮演或者配音的角色。他於1960年獲得托尼獎。 1961年獲得艾美奖。麦克道尔曾担任美国电影艺术与科学学院和肯尼迪中心荣誉奖评选委员会委員。他在好莱坞星光大道上留下了一颗星。
麦克道尔是一名民主党人，他在1952年美国总统选举期间支持阿德萊·史蒂文森二世。麦克道尔从未结過婚，也没有孩子。斯科蒂·鲍尔斯表示麦克道尔是同性恋。 20世纪50年代初，麦克道尔与美国演员蒙哥馬利·克利夫特交往了数年。  
1998年4月，麦克道尔確診胰腺癌。1998年10月3日，70岁的麦克道尔在家中去世。  1998年10月7日，他的遗体被火化，骨灰被撒入太平洋。